# Aucana paposo
Aucana paposo là một loài nhện trong họ Pholcidae. Loài này được phát hiện ở Chile.